# Комарова Аліна Іванівна
Комарова Аліна Іванівна (25 травня 1938, м. Акмолінськ, нині Астана, Республіка Казахстан) — український вчений у галузі філософії, громадська діячка. Доктор філософських наук (1988), професор (1989). Дійсний член Міжнародної академії інтегративної антропології. Голова Партії жінок України. Член національної спілки журналістів України.
Закінчила Тернопільське музичне училище, філологічний факультет Львівського університету (1969).
Працювала в Тернополі:
- 1958—1960 — вчителька музики та співів у СШ № 7;
- 1960—1970 — викладачка музичної школи;
- від 1970 — в Тернопільському фінансово-економічному інституті (нині ТАНГ): викладач кафедри філософії та естетики, старший викладач, доцент, завідувач кафедри філософії, професор кафедри філософії та політології (1975–1992), професор цієї ж кафедри за сумісництвом (1992—1996), від 1996 — професор кафедри філософії та історії.

Від 1992 очолює науково-дослідний інститут «Проблеми людини» (м. Київ).
Автор понад 100 наукових праць, у тому числі 3 монографій, зокрема «Естетичне виховання у вищих навчальних закладах» (1976), «Статеве виховання і моральна культура молоді» (1982) та ін.